# Liste von Personen mit Bezug zu Sizilien
Die Liste von Personen mit Bezug zu Sizilien gibt einen Überblick über Personen, die durch Herkunft oder Wirken mit Sizilien in Verbindung stehen und über die es in der deutschsprachigen Wikipedia einen Artikel gibt.
Das sind zum einen Personen mit sizilianischen Vorfahren und zum anderen Personen, deren Wirken für Sizilien von Bedeutung ist. Als Ergänzung sind noch einige mythische Personen angeführt, die mit Sizilien in Verbindung gebracht werden.
Nicht in dieser Liste stehen gebürtige Sizilianer, sie sind in der Liste bekannter Sizilianer zu finden.

## Personen mit sizilianischen Vorfahren

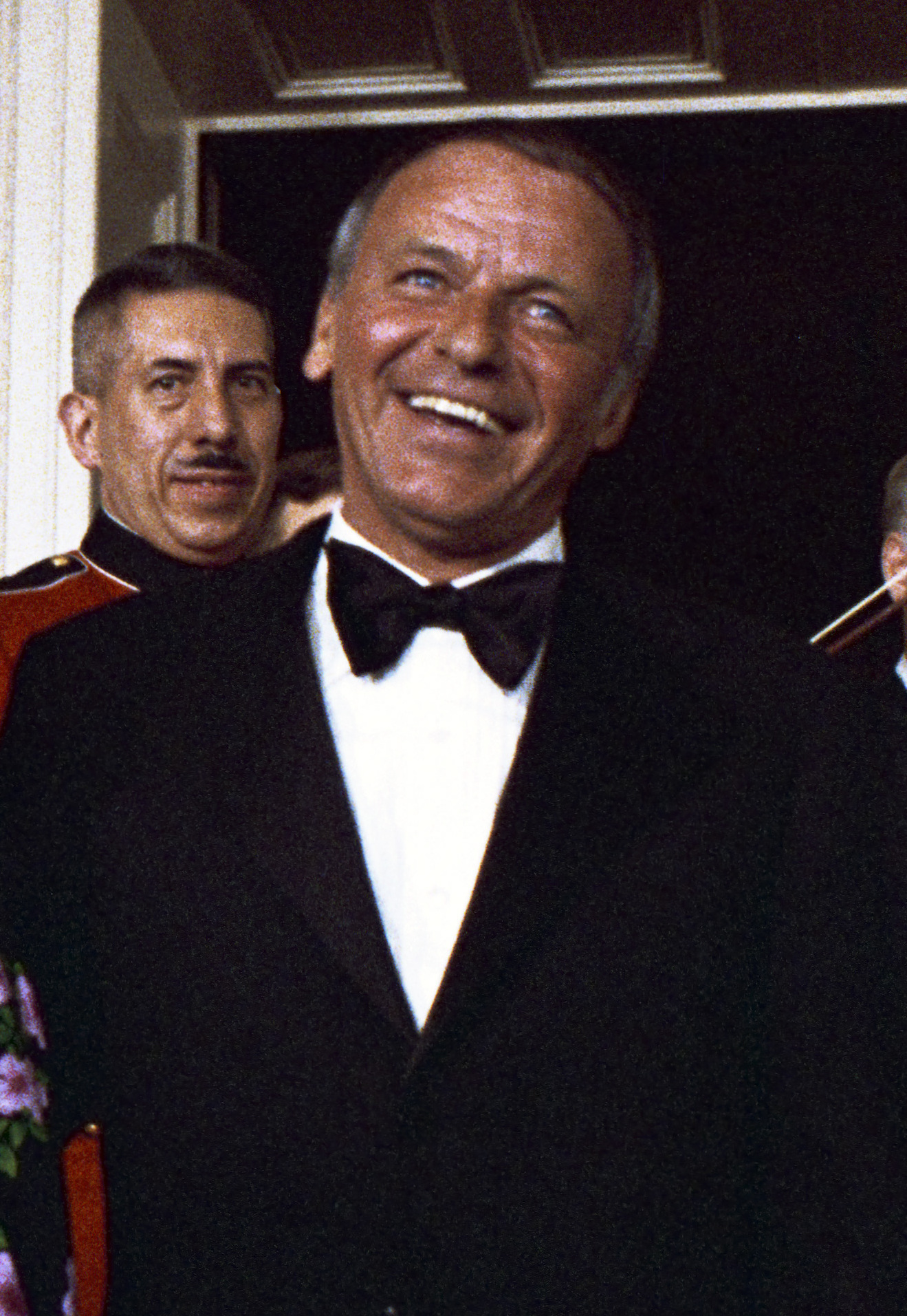
Frank Sinatra

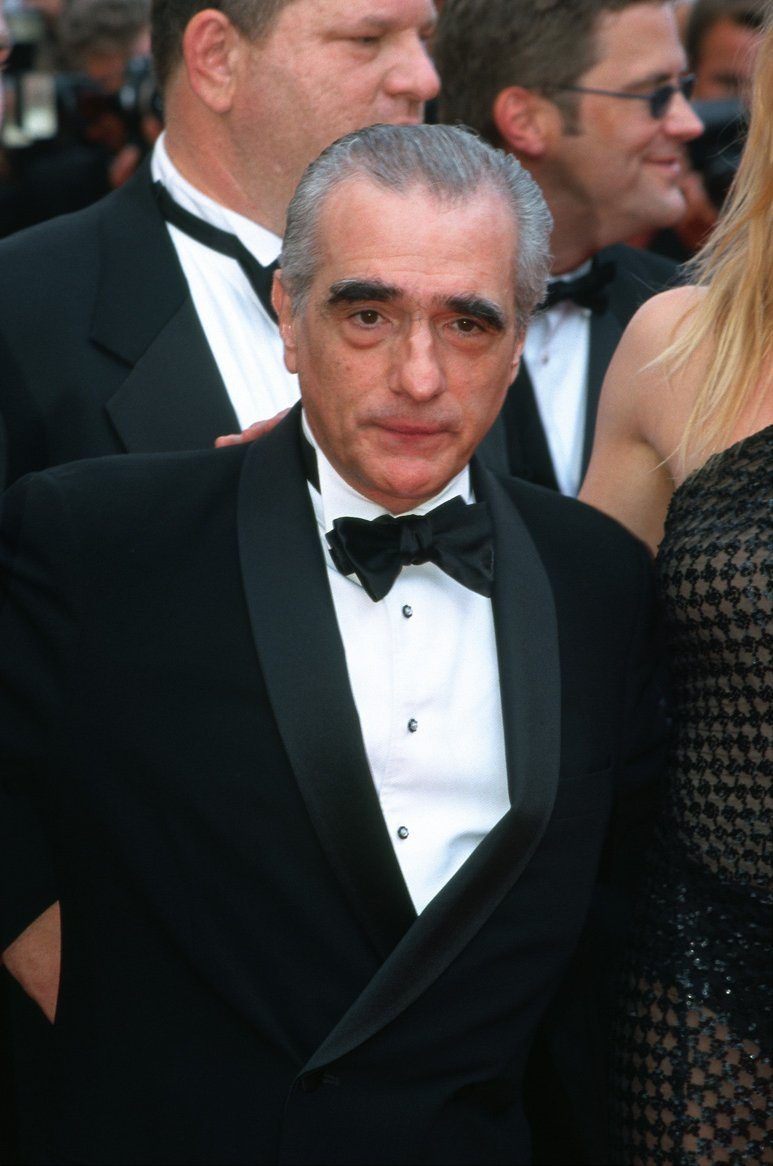
Martin Scorsese

|                       |             |                                                                                          |
| Argentina Brunetti    | (1907–2005) | argentinische Schauspielerin                                                             |
| Louis Prima           | (1910–1978) | italo-amerikanischer Entertainer, Sänger, Schauspieler und Trompeter aus New Orleans     |
| Joseph Barbera        | (1911–2006) | US-amerikanischer Zeichentrickfilmer und Produzent                                       |
| Frank Sinatra         | (1915–1998) | US-amerikanischer Entertainer, Sänger und Schauspieler                                   |
| Mario Puzo            | (1920–1999) | US-amerikanischer Schriftsteller                                                         |
| Ralph Giordano        | (1923–2014) | deutscher Schriftsteller                                                                 |
| Ben Gazzara           | (1930–2012) | US-amerikanischer Schauspieler                                                           |
| Richard S. Castellano | (1933–1988) | US-amerikanischer Schauspieler                                                           |
| Philip Zimbardo       | (1933–2024) | US-amerikanischer Professor für Psychologie                                              |
| Dacia Maraini         | (* 1936)    | Schriftstellerin                                                                         |
| Antonin Scalia        | (1936–2016) | US-amerikanischer Jurist und seit 1986 beigeordneter Richter am Supreme Court            |
| Sal Mineo             | (1939–1976) | italo-amerikanischer Schauspieler und Sänger                                             |
| Frank Zappa           | (1940–1993) | US-amerikanischer Komponist und Musiker                                                  |
| Al Pacino             | (* 1940)    | US-amerikanischer Schauspieler, Filmregisseur und Produzent                              |
| Martin Scorsese       | (* 1942)    | US-amerikanischer Filmregisseur                                                          |
| Tony Sirico           | (1942–2022) | US-amerikanischer Schauspieler                                                           |
| Sammy Gravano         | (* 1945)    | US-amerikanischer Mafioso                                                                |
| Sylvester Stallone    | (* 1946)    | US-amerikanischer Schauspieler, Filmregisseur und Drehbuchautor                          |
| Vincent Schiavelli    | (1948–2005) | US-amerikanischer Schauspieler                                                           |
| Armand Assante        | (* 1949)    | US-amerikanischer Schauspieler                                                           |
| Frank Stallone        | (* 1950)    | US-amerikanischer Schauspieler und Sänger, Bruder von Sylvester Stallone                 |
| Suzi Quatro           | (* 1950)    | US-amerikanische Vertreterin des Glam Rock in den 1970ern und Anfang der 1980er Jahre    |
| Cyndi Lauper          | (* 1953)    | US-amerikanische Sängerin, Songschreiberin und Schauspielerin                            |
| John Turturro         | (* 1957)    | US-amerikanischer Schauspieler                                                           |
| Angelo d’Arrigo       | (1960–2006) | italienischer Vogelkundler, Gleitschirm- und Hängegleiterpilot, lange auf dem Ätna tätig |
| Jon Bon Jovi          | (* 1962)    | US-amerikanischer Sänger, Gitarrist und Komponist der Rockgruppe Bon Jovi, Schauspieler  |
| Mario Giordano        | (* 1963)    | deutscher Schriftsteller                                                                 |
| Emanuele Crialese     | (* 1965)    | italienischer Filmregisseur                                                              |
| Leah Remini           | (* 1970)    | US-amerikanische Schauspielerin                                                          |
| Lou Bega              | (* 1975)    | deutscher Latin-Pop-Sänger                                                               |
| Natalie Imbruglia     | (* 1975)    | australische Popsängerin und Schauspielerin                                              |
| Laura Imbruglia       | (* 1983)    | australische Folk-Rock-Sängerin und Gitarristin, Schwester von Natalie Imbruglia         |

## Nichtsizilianer, die in Sizilien gewirkt haben

### Herrscher und Funktionäre

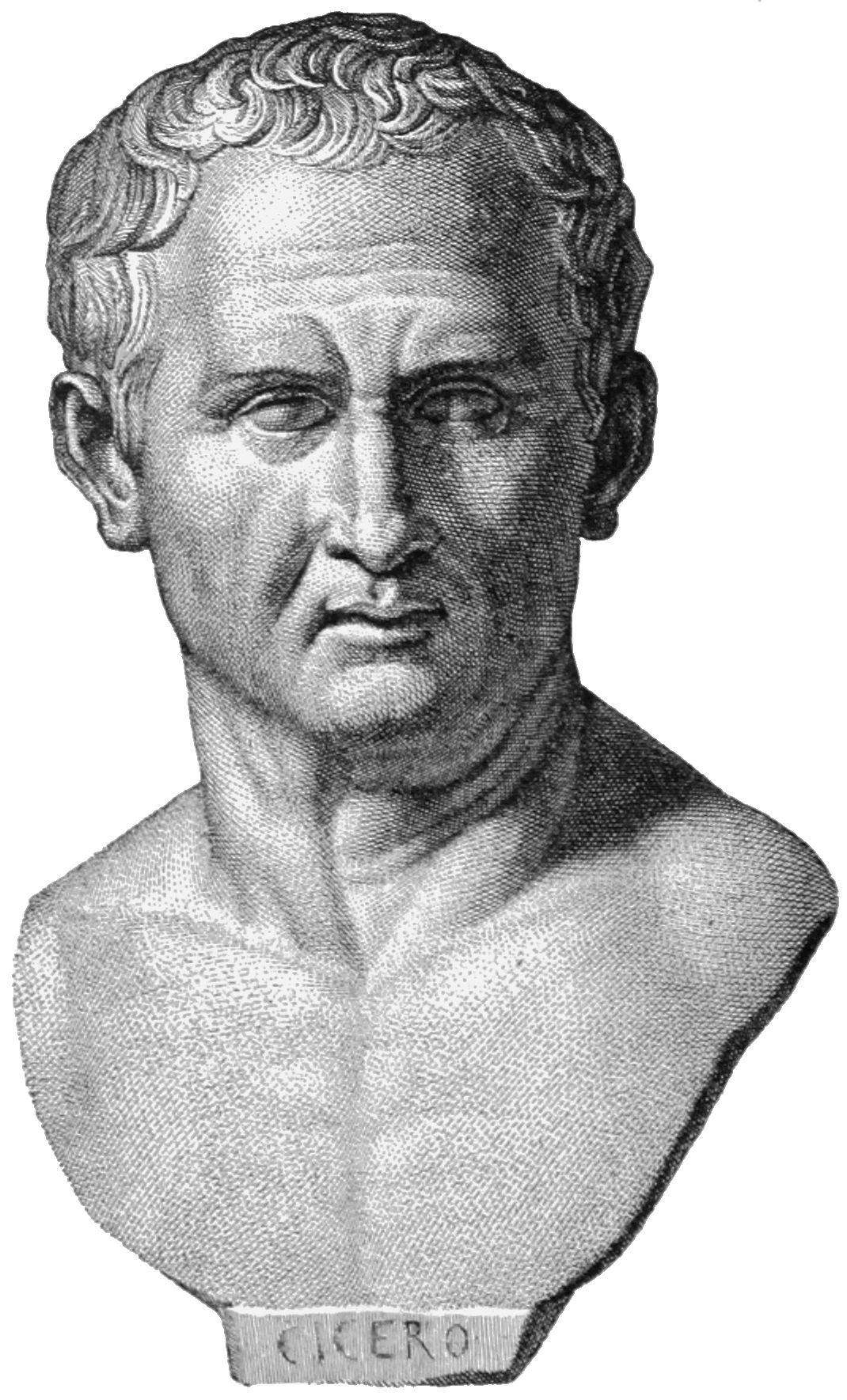
Marcus Tullius Cicero

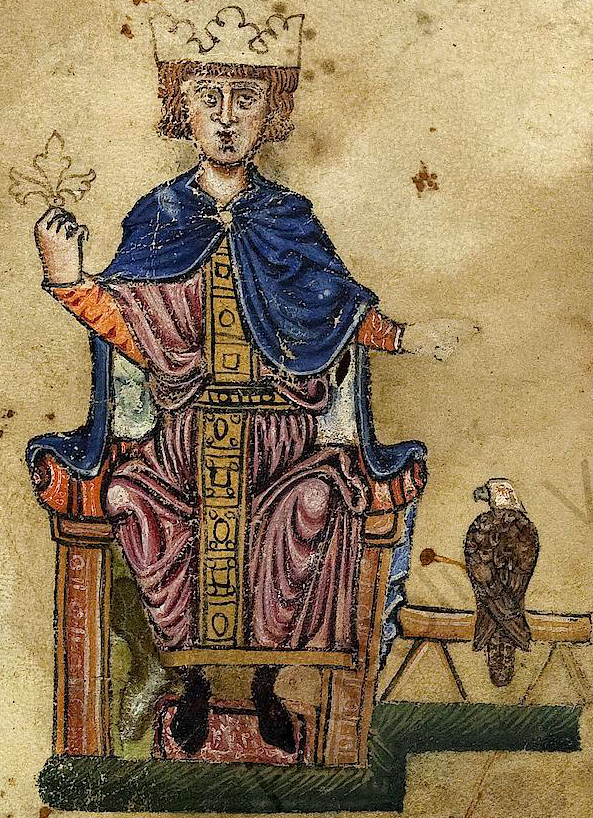
Friedrich II.

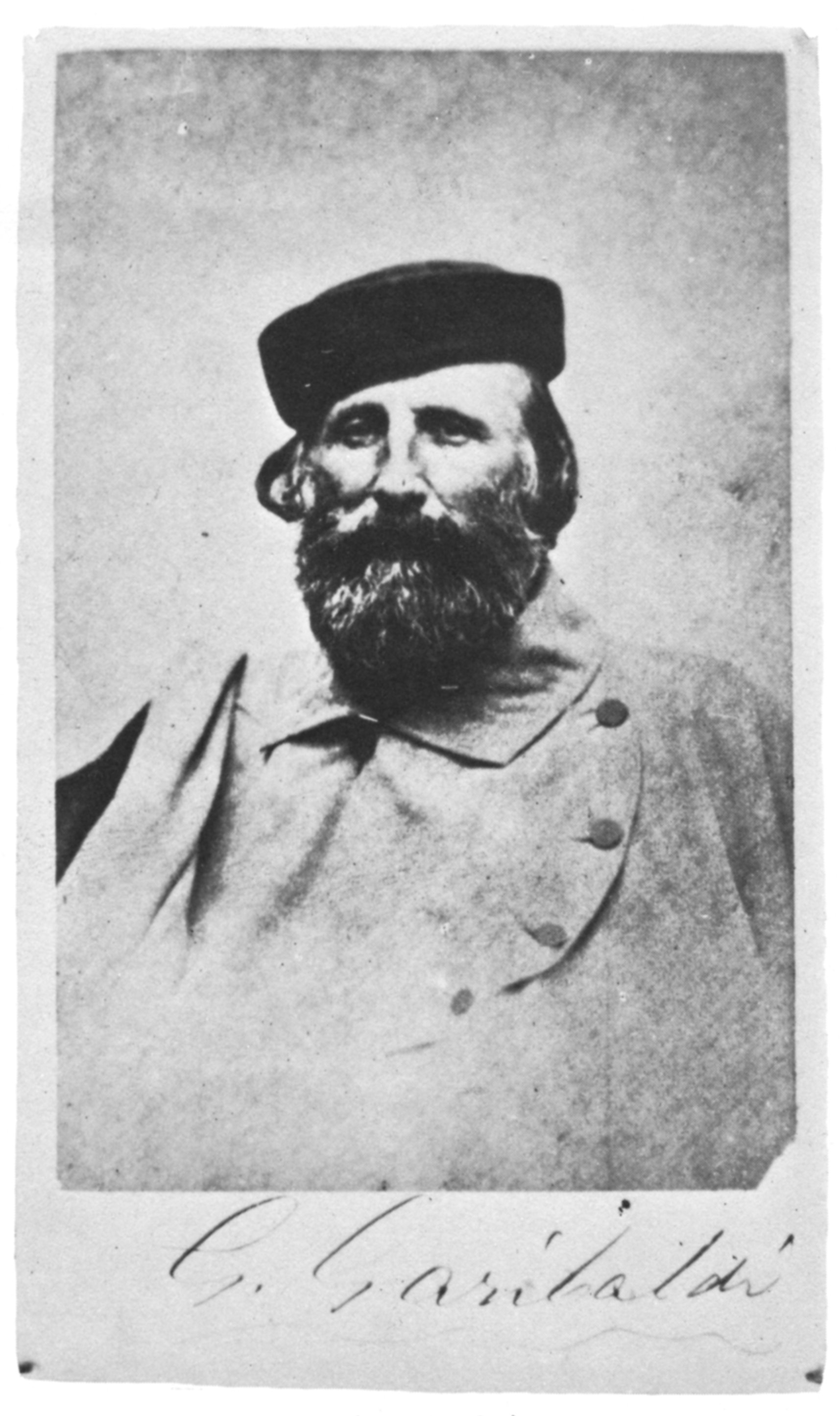
Giuseppe Garibaldi um 1870

|                            |                      | |
| Phalaris                   | (6. Jh. v. Chr.)     | aus Kreta stammend, 570–555 v. Chr. Tyrann von Agrigent |
| Gylippos                   | (5. Jh. v. Chr.)     | spartanischer Feldherr, spielte eine entscheidende Rolle bei der Sizilischen Expedition                                                                                               |
| Nikias                     | († 413 v. Chr.)      | athenischer Politiker und Heerführer, einer der Führer der Sizilischen Expedition |
| Timoleon                   | (411–337 v. Chr.)    | griechischer Politiker und General, 344–337 v. Chr. Aisymnet von Syrakus |
| Pyrrhus                    | (um 319–272 v. Chr.) | griechischer Hegemon des Bundes von Epirus und König der Molosser, eroberte 278–276 v. Chr. fast ganz Sizilien                                                                        |
| Hamilkar Barkas            | (um 270–229 v. Chr.) | karthagischer Feldherr, im Ersten Punischen Krieg ab 247 v. Chr. Oberbefehlshaber der karthagischen Truppen auf Sizilien                                                              |
| Eunus                      | († 132 v. Chr.)      | syrischer Sklave, als "König Antiochus" bedeutendster Anführer der Sklaven im ersten sizilischen Sklavenkrieg                                                                         |
| Kleon                      | († 132 v. Chr.)      | aus Kilikien stammend, Stratege des Eunus im ersten sizilischen Sklavenkrieg |
| Salvius                    | († um 101 v. Chr.)   | als "König Tryphon" Anführer der Sklaven im zweiten römischen Sklavenkrieg |
| Athenion                   | († 101 v. Chr.)      | Stratege des Salvius und nach dessen Tod sein Nachfolger als Anführer der Sklaven im zweiten römischen Sklavenkrieg                                                                   |
| Gaius Verres               | (um 115–43 v. Chr.)  | römischer Politiker, 73–71 v. Chr. Statthalter von Sizilien |
| Marcus Tullius Cicero      | (106–43 v. Chr.)     | römischer Politiker, Anwalt und Philosoph, 75 v. Chr. Quaestor auf Sizilien, 70 v. Chr. Vertreter der Gemeinden Siziliens in dem Prozess gegen den korrupten Statthalter Gaius Verres |
| Selouros                   | (1. Jh. v. Chr.)     | Rebell, Anführer einer Armee |
| Belisar                    | (505–565)            | byzantinischer General, Feldherr des Kaisers Justinian I., Eroberer Siziliens |
| Konstans II.               | (630–668)            | byzantinischer Kaiser, verlegte seine Residenz 660 nach Syrakus |
| Asad ibn al-Furāt          | (759–828)            | arabischer Rechtsgelehrter und Theologe, Führer der arabischen Eroberung Siziliens |
| Georg Maniakes             | († 1043)             | byzantinischer General, eroberte 1038 Messina und einen Teil Ostsiziliens |
| Roger I.                   | (1031–1101)          | normannischer Eroberer, 1072–1101 Graf von Sizilien |
| Adelheid von Savona        | (1072–1118)          | Ehefrau Rogers I., Königin und nach Rogers Tod 1101–1113 Regentin von Sizilien |
| Christodulos               | († nach 1125)        | Admiral von Roger II. |
| Georg von Antiochien       | (1080/1090–1151)     | Heerführer von Roger II. |
| Elvira von Kastilien       | (1100–1135)          | erste Ehefrau Rogers II., zunächst Gräfin und ab 1130 Königin von Sizilien |
| Sibylle von Burgund        | (1125–1151)          | zweite Ehefrau Rogers II., Königin von Sizilien |
| Beatrix von Rethel         | (1130–1185)          | dritte Ehefrau Rogers II., Königin von Sizilien. |
| Romuald von Salerno        | (um 1115–1181)       | Geschichtsschreiber, Arzt, Berater der Könige Wilhelm I. und Wilhelm II. |
| Margarete von Navarra      | (1128–1182)          | Frau Wilhelms I., Königin und nach Wilhelms Tod 1166–1171 Regentin von Sizilien |
| Heinrich VI.               | (1194–1250)          | römisch-deutscher Kaiser, 1194–1197 König von Sizilien |
| Friedrich II.              | (1194–1250)          | römisch-deutscher Kaiser, Sohn Heinrichs VI. und der Konstanze von Sizilien, 1197–1250 als Friedrich I. König von Sizilien                                                            |
| Giovanni da Procida        | (1210–1289)          | Diplomat unter Friedrich II., ab 1283 Statthalter Siziliens unter Peter III. |
| Horatio Nelson             | (1758–1805)          | britischer Admiral, 1799 zum Herzog von Bronte ernannt |
| Carlo Filangieri           | (1784–1867)          | Statthalter auf Sizilien |
| Giuseppe Garibaldi         | (1807–1882)          | italienischer Guerillakämpfer, Protagonist des Risorgimento |
| Cesare Mori                | (1871–1942)          | aus der Lombardei, Präfekt von Palermo, auf Sizilien aktiv im Kampf gegen die Mafia                                                                                                   |
| Alexander Hardcastle       | (20. Jahrhundert)    | englischer Marinekapitän, ließ sich in Agrigent nieder und finanzierte die Ausgrabungen Pirro Marconis                                                                                |
| Carlo Alberto Dalla Chiesa | (1920–1982)          | aus Piemont, Polizeichef von Palermo, bekämpfte die Mafia, von ihr ermordet |

### Wissenschaftler und Gelehrte

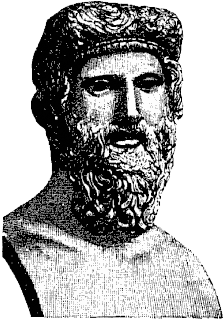
Platon

|                     |                   |                                                                                            |
| Platon              | (427–347 v. Chr.) | griechischer Philosoph, Lehrer des Dion von Syrakus                                        |
| Gaufredus Malaterra | (11. Jahrhundert) | Mönch und Chronist von Roger I. von Sizilien                                               |
| Al-Idrisi           | (1100–1166)       | arabischer Gelehrter am Hof des Normannenkönigs Roger II.                                  |
| Giovanni da Procida | (1210–1298)       | italienischer Arzt, war für Friedrich II. als Diplomat tätig und erzog dessen Sohn Manfred |
| Adolf Holm          | (1830–1900)       | deutscher Althistoriker, Hochschullehrer in Palermo                                        |
| Paolo Orsi          | (1859–1935)       | italienischer Archäologe und langjähriger Direktor des archäologischen Museums in Syrakus  |
| Felix Braun         | (1885–1973)       | österreichischer Schriftsteller, Hochschullehrer in Palermo                                |
| Pirro Marconi       | (1897–1938)       | italienischer Archäologe, Zusammenarbeit mit Paolo Orsi, Hochschullehrer in Palermo        |
| Emilio Gino Segrè   | (1905–1989)       | italienischer Physiker, Hochschullehrer in Palermo                                         |

### Künstler

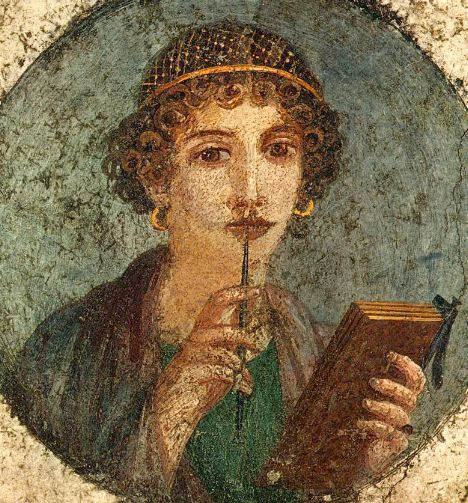
Fresko der Sappho in Pompeii

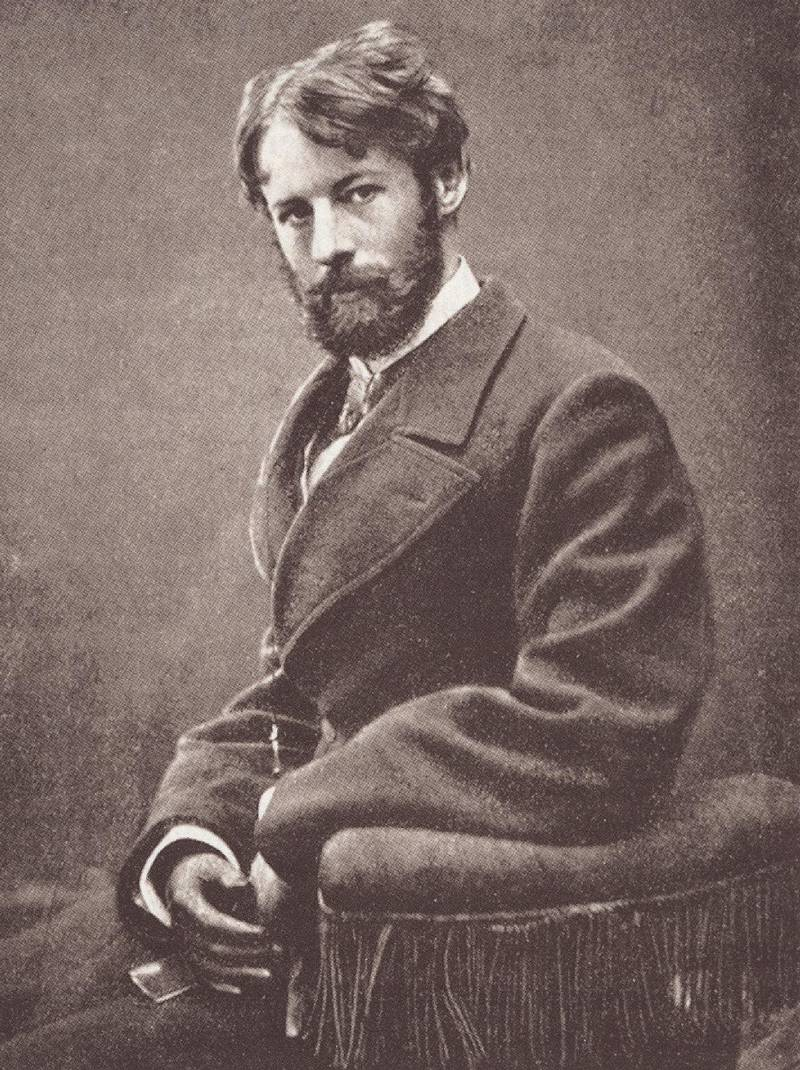
Wilhelm von Gloeden

|                            |                                 | |
| Sappho                     | (um 630–570 v. Chr.)            | griechische Dichterin, bedeutendste Lyrikerin des klassischen Altertums, floh nach ihrer Verbannung aus Mytilene nach Sizilien |
| Simonides von Keos         | (um 557–468 v. Chr.)            | griechischer Dichter, wirkte am Hof Hierons I. von Syrakus                                                                     |
| Aischylos                  | (525–456 v. Chr.)               | griechischer Tragödiendichter, wirkte am Hof Hierons I. von Syrakus                                                            |
| Pindar                     | (um 522–445 v. Chr.)            | griechischer Dichter, wirkte am Hof Hierons I. von Syrakus                                                                     |
| Domenico Gagini            | (1420–1492)                     | Bildhauer aus der Lombardei, wirkte v. a. in Sizilien                                                                          |
| Francesco Laurana          | (1430–1502)                     | dalmatinischer Bildhauer der Frührenaissance, Hauptwerke in Palermo                                                            |
| Polidoro da Caravaggio     | (1495–1543)                     | italienischer Maler, Schüler Raffaels, Hauptwerke in Messina                                                                   |
| Giovanni Battista Mazzolo  | (16. Jahrhundert)               | italienischer Bildhauer, Hauptwerke in Messina                                                                                 |
| Giovanni Angelo Montorsoli | (um 1507–1563)                  | italienischer Bildhauer und Architekt, von 1547 bis 1557 Dombaumeister in Messina                                              |
| Deodato Guinaccia          | (1510–1585)                     | Maler der Renaissance, wirkte v. a. in Sizilien                                                                                |
| Scipione Casella           | (nachweisbar von 1543 bis 1553) | italienischer Bildhauer, Hauptwerke in Palermo                                                                                 |
| Filippo Paladini           | (1544–1614)                     | Maler des Manierismus, wirkte v. a. in Sizilien                                                                                |
| Giulio Lasso               | († 1617)                        | italienischer Architekt des sizilianischen Barocks, Hauptwerke in Palermo                                                      |
| Guarino Guarini            | (1624–1683)                     | italienischer Mathematiker, Philosoph und Architekt des sizilianischen Barocks, Hauptwerke in Messina                          |
| Guglielmo Borremans        | (1672–1724)                     | flämischer Maler, Hauptwerke auf Sizilien                                                                                      |
| Stefano Ittar              | (1724–1790)                     | polnischer Architekt des sizilianischen Barocks, Hauptwerke in Catania                                                         |
| Johann Gottfried Seume     | (1763–1810)                     | Schriftsteller, verfasste einen Reisebericht über seine Wanderung nach Syrakus                                                 |
| Otto Geleng                | (1843–1939)                     | deutscher Landschaftsmaler, lebte von 1863 an in Taormina und war dort Bürgermeister                                           |
| Wilhelm von Gloeden        | (1856–1931)                     | deutscher Fotograf, der hauptsächlich in Taormina arbeitete                                                                    |
| Luchino Visconti           | (1906–1976)                     | italienischer Filmregisseur, verfilmte Romane von Giovanni Verga und Giuseppe Tomaso di Lampedusa                              |
| Alberto Burri              | (1915–1995)                     | italienischer Maler, gestaltete aus den Ruinen Gibellinas ein Denkmal                                                          |
| Dacia Maraini              | (* 1936)                        | italienische Autorin von Romanen, die auf Sizilien spielen                                                                     |
| Silvana La Spina           | (* 1945)                        | italienische Autorin von Kriminalromanen, die auf Sizilien spielen                                                             |
| Paola Pivi                 | (* 1971)                        | italienische Fotografin und Performancekünstlerin, arbeitete an dem Fotoprojekt Alicudi                                        |

### Weitere Personen
|              |             |                                                     |
| Danilo Dolci | (1924–1997) | Architekt, Sozialreformer, Pazifist und Mafiagegner |

## Mythische Personen mit Bezug zu Sizilien

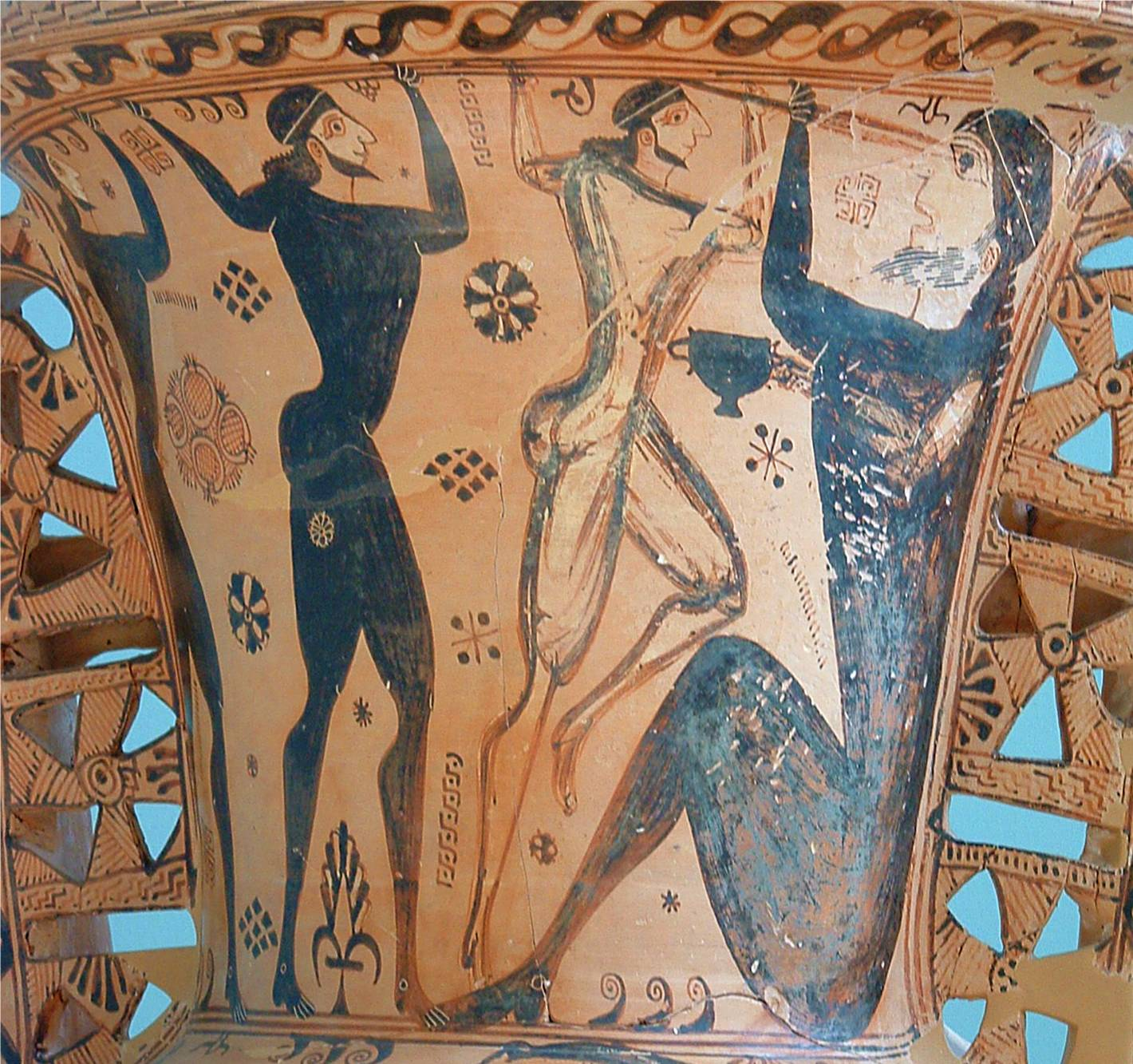
Odysseus blendet Polyphem

Viele Ereignisse der griechischen Mythologie spielen auf Sizilien. Einige der mythischen Gestalten sind im Folgenden aufgelistet.
- Akis, Sohn des Pan und Geliebter der Nymphe Galateia, wurde von Polyphem erschlagen, worauf Galateia sein Blut in den Fluss Acis am Osthang des Ätna verwandelte.
- Äolus, der Gott der Winde, hatte seinen Sitz auf den Äolischen oder Liparischen Inseln oder der Insel Ustica nördlich von Sizilien.
- Arethusa, eine Nymphe, verwandelte sich mit Hilfe der Göttin Artemis in eine Quelle und entsprang auf der zu Syrakus gehörenden Insel Ortygia.
- Daidalos, Erfinder, Baumeister, Künstler und Handwerker, floh mit selbstgebauten Flügeln vor König Minos und landete auf Sizilien bei König Kokalos.
- Galateia, eine Nymphe, siehe Akis
- Hephaistos, Gott des Feuers und der Schmiede, hatte seine Schmiede unter dem Vulkan Ätna.
- Kokalos, mythischer König der Sikanen, gewährte dem Daidalos Asyl.
- Kyane, eine Nymphe, versuchte die Entführung der Persephone durch Hades zu verhindern und löste sich in den Fluss Ciane auf.
- Minos, mythischer König von Kreta, verfolgte Daidalos nach Sizilien und wurde von den Töchtern des Kokalos getötet.
- Odysseus, mythischer König von Ithaka und Teilnehmer am Trojanischen Krieg. Einige Autoren lokalisieren Stationen seiner Irrfahrt bei der Rückjkehr aus Troja auf oder bei Sizilien (siehe Lokalisierungen der Odyssee; z. B. das Zusammentreffen mit dem Zyklopen Polyphem, den Besuch beim Windgott Aiolos oder die Durchfahrt durch die Meerenge, an der Skylla und Charybdis hausten). In einer seiner Lügengeschichten gibt Odysseus an, aus Sikanien zu stammen.
- Persephone, Tochter der Fruchtbarkeitsgöttin Demeter, wurde einer Legende nach von Hades, dem Gott der Unterwelt, am Lago di Pergusa südlich von Enna entführt.